# Elecciones generales de Palaos de 1996
Las sextas elecciones generales de Palaos se llevaron a cabo en 1996 para elegir un Presidente, un Vicepresidente, el Senado y la Cámara de Delegados. La primera vuelta de las elecciones presidenciales tuvo lugar el 24 de septiembre, mientras que la segunda vuelta, junto con las elecciones legislativas y vicepresidenciales, tuvo lugar el 5 de noviembre. Todos los candidatos se presentaron como independientes, al no existir partidos políticos en el país. Kuniwo Nakamura, presidente incumbente, obtuvo su reelección en segunda vuelta, con su principal contrincante, Johnson Toribiong rechazando participar en el balotaje debido a su pobre desempeño en la primera vuelta, y obteniendo una fácil victoria sobre Yutaka Gibbons. Hubo treinta y seis candidatos para los 14 escaños del Senado, y treinta y cinco para los dieciséis de la Cámara de Delegados. Thomas Remengesau, Jr. obtuvo también su reelección como vicepresidente. La participación en la primera vuelta fue del 77%, y del 81.4% en la segunda.

## Resultados

### Presidenciales
| Candidatos               | Primera vuelta | Primera vuelta | Segunda vuelta | Segunda vuelta |
| Candidatos               | Votos          | %              | Votos          | %              |
| ------------------------ | -------------- | -------------- | -------------- | -------------- |
| Kuniwo Nakamura          | 4.900          | 52.7           | 6.052          | 64.3           |
| Johnson Toribiong        | 3.092          | 33.2           | Se retiró      | Se retiró      |
| Yutaka Gibbons           | 1.131          | 14.1           | 3.356          | 35.7           |
| Votos en blanco/anulados | 127            | -              | 715            | -              |
| Total                    | 9.432          | 100            | 10,123         | 100            |
| Fuente: Nohlen et al.    |                |                |                |                |

### Vicepresidenciales
| Thomas Remengesau, Jr.   | 6.672  | 68.7 |
| Kione Isechal            | 3.038  | 31.1 |
| Votos en blanco/anulados | 413    | -    |
| Total                    | 10.123 | 100  |
| Fuente: Nohlen et al.    |        |      |